# Bull Valley
Bull Valley és una vila dels Estats Units a l'estat d'Illinois. Segons el cens del 2000 tenia 726 habitants.

## Demografia
Segons el cens del 2000, Bull Valley tenia 726 habitants, 268 habitatges, i 217 famílies. La densitat de població era de 50 habitants/km².
Dels 268 habitatges en un 28,7% hi vivien nens de menys de 18 anys, en un 76,9% hi vivien parelles casades, en un 3,4% dones solteres, i en un 19% no eren unitats familiars. En el 15,3% dels habitatges hi vivien persones soles el 8,6% de les quals corresponia a persones de 65 anys o més que vivien soles. El nombre mitjà de persones vivint en cada habitatge era de 2,71 i el nombre mitjà de persones que vivien en cada família era de 3,04.
Per edats la població es repartia de la següent manera: un 25,1% tenia menys de 18 anys, un 4,5% entre 18 i 24, un 19,3% entre 25 i 44, un 35,7% de 45 a 60 i un 15,4% 65 anys o més.
L'edat mediana era de 46 anys. Per cada 100 dones de 18 o més anys hi havia 88,2 homes.
La renda mediana per habitatge era de 102.693 $ i la renda mediana per família de 109.147 $. Els homes tenien una renda mediana de 73.750 $ mentre que les dones 37.188 $. La renda per capita de la població era de 54.022 $. Aproximadament l'1,4% de les famílies i el 2,3% de la població estaven per davall del llindar de pobresa.

## Poblacions properes
El següent diagrama mostra les poblacions més properes.